# Hostname
Hostname es el programa que se utiliza para mostrar o establecer el nombre actual del sistema (nombre de equipo). Muchos de los programas de trabajo en red usan este nombre para identificar a la máquina. El NIS/YP también utiliza el nombre de dominio.
Cuando se invoca sin argumentos, el programa muestra los nombres actuales. Hostname muestra el nombre del sistema que le devuelve la función gethostname(2).

## Ejemplo
```
 # hostname
 xppc1
 #
 # echo $HOSTNAME
 xppc1
 #
 # hostname sagitario
 # echo $HOSTNAME
 sagitario
```